# Haidian
Haidian  (en chino, 海淀; pinyin, Hǎidiàn, léase Jái-Dián) es uno de los 16 distritos de la ciudad de Pekín, República Popular China. Localizado al centro de la ciudad, su área es de 430 km² y su población total para 2020 superó los 3 millones de habitantes.

## Administración
El distrito de Haidian se divide en 22 subdistritos y 7 poblados:
| Nombre                       | Chino        | Pinyin                  | Población (2010) | Área (km²) |
| ---------------------------- | ------------ | ----------------------- | ---------------- | ---------- |
| Subdistrito Wanshou lu       | 万寿路街道   | Wànshòulù Jiēdào        | 172,456          | 8.90       |
| Subdistrito Yongding lu      | 永定路街道   | Yǒngdìnglu Jiēdào       | 49,346           | 0.70       |
| Subdistrito Yangfangdian     | 羊坊店街道   | Yángfāngdiàn Jiēdào     | 127,134          | 6.61       |
| Subdistrito Ganjiakou        | 甘家口街道   | Gānjiākǒu Jiēdào        | 118,455          | 6.50       |
| Subdistrito Balizhuang       | 八里庄街道   | Bālǐzhuāng Jiēdào       | 135,984          | 4.40       |
| Subdistrito Zizhuyuan        | 紫竹院街道   | Zǐzhúyuàn Jiēdào        | 138,411          | 6.23       |
| Subdistrito Beixiaguan       | 北下关街道   | Běixiàguān Jiēdào       | 158,776          | 6.04       |
| Subdistrito Beitaipingzhuang | 北太平庄街道 | Běitàipíngzhuāng Jiēdào | 201,614          | 5.17       |
| Subdistrito Xueyuan lu       | 学院路街道   | Xuéyuànlù Jiēdào        | 243,307          | 8.49       |
| Subdistrito Zhongguancun     | 中关村街道   | Zhōngguāncūn Jiēdào     | 159,637          | 6.23       |
| Subdistrito Haidian          | 海淀街道     | Hǎidiàn Jiēdào          | 144,700          | 5.00       |
| Subdistrito Qinglongqiao     | 青龙桥街道   | Qīnglóngqiáo Jiēdào     | 128,887          | 15.50      |
| Subdistrito Qinghuayuan      | 清华园街道   | Qīnghuáyuán Jiēdào      | 51,785           | 2.70       |
| Subdistrito Yanyuan          | 燕园街道     | Yànyuán Jiēdào          | 37,548           | 1.84       |
| Subdistrito Xiangshan        | 香山街道     | Xiāngshān Jiēdào        | 28,535           | 25.37      |
| Subdistrito Qinghe           | 清河街道     | Qīnghé Jiēdào           | 139,752          | 9.37       |
| Subdistrito Huayuan lu       | 花园路街道   | Huāyuánlù Jiēdào        | 148,829          | 6.30       |
| Subdistrito Xisanqi          | 西三旗街道   | Xīsānqí Jiēdào          | 144,126          | 8.70       |
| Subdistrito Malianwa         | 马连洼街道   | Mǎliánwā Jiēdào         | 106,585          | 5.50       |
| Subdistrito Tiancun lu       | 田村路街道   | Tiáncūnlù Jiēdào        | 106,744          | 7.70       |
| Subdistrito Shangdi          | 上地街道     | Shàngdì Jiēdào          | 102,105          | 9.40       |
| Subdistrito Shuguang         | 曙光街道     | Shǔguāng Jiēdào         | 102,397          | 9.61       |
| Poblado Wanliu               | 万柳地区     | Wànliǔ Dìqū             | 28,062           | 41.90      |
| Poblado Dongsheng            | 东升地区     | Dōngshēng Dìqū          | 49,852           | 45.20      |
| Poblado Wenquan              | 温泉地区     | Wēnquán Dìqū            | 50,800           | 33.23      |
| Poblado Sijiqing             | 四季青地区   | Sìjìqīng Dìqū           | 170,579          | 40.83      |
| Poblado Xibeiwang            | 西北旺地区   | Xīběiwàng Dìqū          | 142,664          | 51.02      |
| Poblado Sujiatuo             | 苏家坨地区   | Sūjiātuó Dìqū           | 46,786           | 84.51      |
| Poblado Shangzhuang          | 上庄地区     | Shàngzhuāng Dìqū        | 44,814           | 38.45      |

## Economía
- Sohu tiene su sede central en el Sohu.com Internet Plaza (S: 搜狐网络大厦, T: 搜狐網絡大廈, P: Sōuhú Wǎngluò Dàshà) en este distrito.[3][4]
- Haidian tiene la Universidad de Pekín.
- Aigo tiene su sede central en Ideal Plaza (S: 理想国际大厦, T: 理想國際大廈, P: Lǐxiǎng Guójì Dàshà), Haidian.[5]